# Jacques Gruet

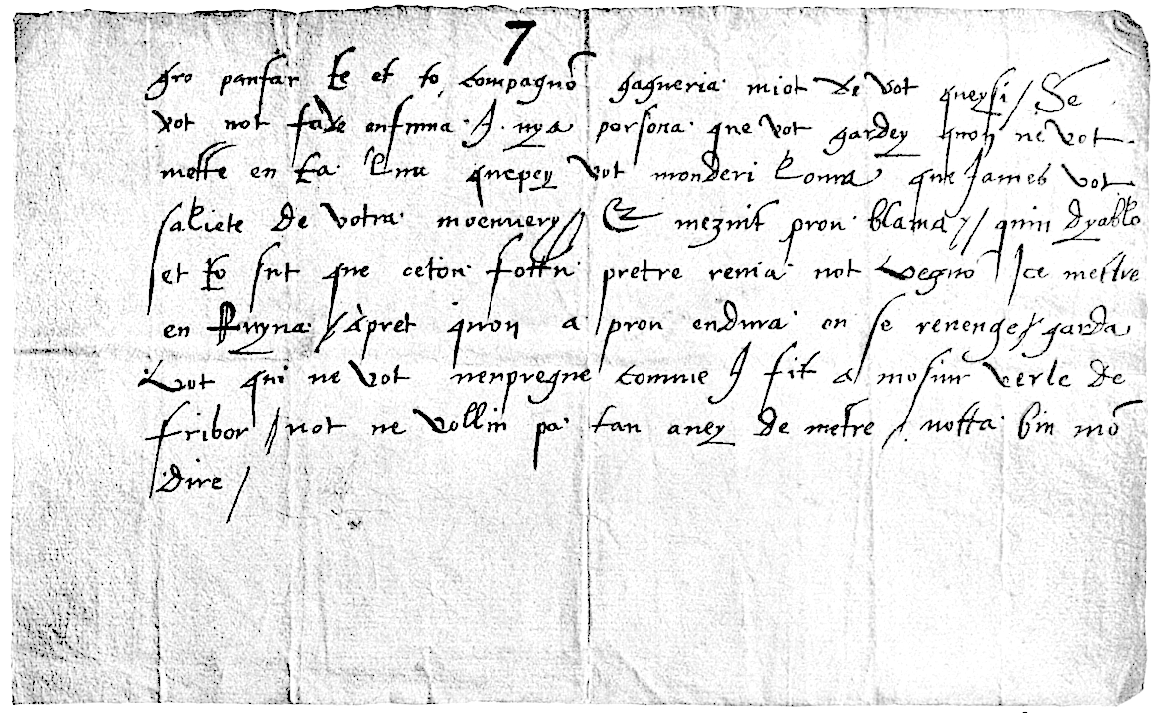
Nota de Jacques Gruet, datada de 1547.

Jacques Gruet (??? — Genebra, 26 de julho de 1547) foi um poeta e libertino executado em Genebra durante a vida de João Calvino, no século XVI.

## Vida e família
Jacques Gruet era filho de Humbert Gruet, um notário público de Genebra. Humbert morreu em 1513 e a mãe de Gruet faleceu depois em 1522. Ele teve uma filha, Hugonine, que morreu em 1538. Os contatos de negócio de Gruet incluíam André Philippe, um notável oponente de João Calvino e o filho de Jean Philippe, executado em 1540. Na época de sua morte, Gruet morava em uma casa grande na Place du Bourg-de-Four, perto de Porte du Chastel e da Catedral de Genebra.
Em Genebra, ele era um libertino influenciado por Ami Perrin e Françoise Favre, e se opunha ao governo de João Calvino além de desafiar as leis conservadoras da cidade. Ele era suspeito de tentar envenenar o teólogo Pierre Viret, em 1535, e foi processado por dançar. Gruet era conhecido por seu amor ao vinho e por usar chausses chapplé, um estilo de calça que escandalizou a cidade por ser pequena. Pode ser que ele tenha servido como monge no início de sua vida.

## Acusação e morte
Gruet era visto como sendo um líder de oposição à liderança de Calvino, embora ele não tenha sido membro de nenhuma das principais associações de oposição: "Os Patriotas" e "Espirituais". Este grupo incluiu Gruet, Perrin, os irmãos Favre, Claude Franc, François Berthelier e André Philippe.
Em 27 de junho de 1547, uma nota ameaçadora foi encontrada na Catedral de Genebra, que se acreditava ter sido escrita por Gruet. A nota ameaçava Calvino e o seu colega, o ministro Abel Poupin, referindo-se ao recente esfaqueamento de outro ministro religioso, Verli de Friburgo. No dia seguinte, Gruet foi acusado e preso. A casa de Gruet foi revistada sendo encontrados documentos que mostravam a oposição de Gruet aos líderes religiosos da cidade. Preso por um mês, ele foi torturado, por conta disso acabou por confessar a difamação feita contra Calvino, contudo não deu nomes de cúmplices. No dia de sua morte, Gruet foi levado de sua prisão em I'Eveche para o Hôtel de Ville, uma derrota que o levou a passar a sua própria casa. Ele foi decapitado em 26 de julho de 1547.

### Escritos de Gruet queimados
Em 1549, um livro com escritos anticristãos de Gruet foi encontrado em sua casa. Embora o próprio Calvino não tenha participado diretamente do julgamento e execução de Gruet, perguntaram a ele o que fazer com este livro e, junto com os líderes religiosos de Genebra, decidiu-se que o livro deveria ser queimado. A queima da publicação ocorreu em 25 de maio de 1550.

## Recursos
- Berriot, François. "Un procès d'athéisme à Genève: l'affaire Gruet (1547-1550)." Bulletin de la Société de l'Histoire du Protestantisme Français (1903-) (1979): 577-592.